# سان ميغيل دي سيريثويلا
بلدية سان ميغيل دي سيريثويلا (بالإسبانية: San Miguel de Serrezuela) هي بلدية تقع في مقاطعة آبلة التابعة لمنطقة قشتالة وليون وسط إسبانيا.

## الديموغرافيا
بلغ عدد سكان بلدية سان ميغيل دي سيريثويلا 164 نسمة عام 2011 (وفقاً للمعهد الوطني للإحصاء الإسباني).
| 232 | 216 | 200 | 180 | 179 | 161 | 164 |